# Paul Moreau
Paul Moreau (fl. XX secolo) è stato un tiratore a segno francese.

## Carriera
Partecipò ai Giochi della II Olimpiade di Parigi nel 1900, disputando la gara di pistola automatica da 25 metri, dove giunse quarto.